# Xyloolaena speciosa
Xyloolaena speciosa là một loài thực vật có hoa trong họ Sarcolaenaceae. Loài này được Lowry & G.E.Schatz mô tả khoa học đầu tiên năm 2002.